# Bernd Dürnberger
Bernd Dürnberger (* 17. září 1953, Kirchanschöring) je bývalý německý fotbalista, defenzivní záložník.

## Fotbalová kariéra
Celou svou kariéru strávil v německé bundeslize v týmu FC Bayern Mnichov, nastoupil ve 375 ligových utkáních a dal 38 gólů. Pětkrát vyhrál s Bayernem bundesligu a třikrát pohár. Za západoněmeckou fotbalovou reprezentaci nikdy nenastoupil, ale v roce 1976 byl členem stříbrného západoněmeckého týmu na mistrovství Evropy. V Poháru mistrů evropských zemí nastoupil ve 48 utkáních a dal 9 gólů, v Poháru vítězů pohárů nastoupil v 8 utkáních a v Poháru UEFA nastoupil ve 22 utkáních. V Superpoháru UEFA nastoupil ve 4 utkáních a v Interkontinentálním poháru nastoupil v 1 utkání. S Bayernem vyhrál v letech 1974–1976 třikrát Pohár mistrů evropských zemí.

## Ligová bilance
| Ročník                               | Zápasy | Góly | Klub              |
| ------------------------------------ | ------ | ---- | ----------------- |
| Německá fotbalová Bundesliga 1972/73 | 31     | 3    | FC Bayern Mnichov |
| Německá fotbalová Bundesliga 1973/74 | 30     | 8    | FC Bayern Mnichov |
| Německá fotbalová Bundesliga 1974/75 | 31     | 0    | FC Bayern Mnichov |
| Německá fotbalová Bundesliga 1975/76 | 32     | 5    | FC Bayern Mnichov |
| Německá fotbalová Bundesliga 1976/77 | 17     | 4    | FC Bayern Mnichov |
| Německá fotbalová Bundesliga 1977/78 | 27     | 2    | FC Bayern Mnichov |
| Německá fotbalová Bundesliga 1978/79 | 32     | 5    | FC Bayern Mnichov |
| Německá fotbalová Bundesliga 1979/80 | 31     | 3    | FC Bayern Mnichov |
| Německá fotbalová Bundesliga 1980/81 | 33     | 3    | FC Bayern Mnichov |
| Německá fotbalová Bundesliga 1981/82 | 31     | 0    | FC Bayern Mnichov |
| Německá fotbalová Bundesliga 1982/83 | 27     | 2    | FC Bayern Mnichov |
| Německá fotbalová Bundesliga 1983/84 | 33     | 1    | FC Bayern Mnichov |
| Německá fotbalová Bundesliga 1984/85 | 20     | 2    | FC Bayern Mnichov |
| CELKEM Bundesliga                    | 375    | 38   |                   |